# (4658) Gavrilov
(4658) Gavrilov (1979 SO11) – planetoida z pasa głównego asteroid okrążająca Słońce w ciągu 5,61 lat w średniej odległości 3,16 j.a. Odkryta 24 września 1979 roku.